# 21. Armee (Rote Armee)
Die 21. Armee (russisch 21-я армия) war ein militärischer Großverband der Roten Armee, deren erste Formation im Frühjahr 1941 aufgestellt und im Verlauf des „Unternehmens Barbarossa“  schließlich im Kessel von Kiew annähernd vernichtet wurde. Die wieder aufgebaute Armee kämpfte 1942 am mittleren und südlichen Abschnitt der Ostfront (an der Donfront) im Großraum Stalingrad. Aufgrund der dort gezeigten Leistungen wurde sie zur 6. Gardearmee erhoben.

Die zweite im Juli 1943 aufgestellte Formation wurde 1944 an der Karelischen Landenge und bei Kriegsende in Schlesien und im Raum Böhmen und Mähren eingesetzt.

## Geschichte

### 1941
Die 21. Armee wurde im Frühjahr 1941 im Militärbezirk Wolga gemäß der Richtlinie des Verteidigungskommissars der UdSSR gebildet und wurde zur Stärkung des westlichen Grenzbezirks aktiviert. Generalleutnant W. F. Gerassimenko wurde zum Oberbefehlshaber der Armee ernannt, Divisionskommissar S. J. Kolonin zum Mitglied des Militärrats und Generalmajor W. N. Gordow zum Stabschef bestellt. Am 21. Juni, am Vorabend des Unternehmen Barbarossa, verließ das Hauptquartier der Armee Kuibyschew und wurde in den Militärbezirk Belorussija verschoben. Nach der Ankunft in Gomel wurde die Armee mit der Kavalleriegruppe des Generalmajors M. D. Borisow und der selbstständigen 117. Schützen-Division verstärkt. Die Stawka übertrug die Armee am 25. Juni in die Reserve des Oberkommandos (19., 20., 21. und 22. Armee) der Westfront (66., 63., 45., 30. und 33. Schützenkorps mit insgesamt 14 Schützendivisionen). Angesichts der schwierigen Lage an der Front waren die Truppen der 21. Armee beauftragt, einen Gegenangriff in Richtung Bobruisk zu starten, um den Gegner aus der Stadt zu vertreiben und die Lage in diesem Frontabschnitt entlang der Beresina wiederherzustellen. Die deutsche Luftwaffe bombardierte ununterbrochen Eisenbahnen und Autobahnen sowie Bahnhöfe und machte es den Kolonnen der Armee unmöglich, bei Tageslicht zu operieren. In dieser Hinsicht mussten die Truppen nachts und außerhalb der Front entladen werden um die bedrohte Dnjepr-Linie zu erreichen. Auf einer über 250 km langen Front entlang des Dnjepr zwischen Mogilew und Gomel traten die Armeetruppen ohne ausreichenden Zusammenhang in den Abwehrkampf gegen die deutschen Truppen ein. Zu Beginn der Schlacht um Smolensk bestand die 21. Armee aus 6 Schützen-, 2 Panzer- und 1 motorisierten Divisionen:
- 117. Schützendivision (Oberst Matwej Fedorowitsch Starostin)

63. Schützenkorps (Generalmajor Leonid Grigorjewitsch Petrowski)
- 53. Schützendivision (Oberst Iwan Jakowljewitsch Bartenjew)
- 148. Schützendivision (Oberst Filipp Michailowitsch Tscherokmanow)
- 167. Schützendivision (Generalmajor Wassili Stepanowitsch Rakowski)

66. Schützenkorps (Generalmajor Fjodor Pawlowitsch Sudakow, dann General F. D. Rubtzow)
- 61. Schützendivision (Oberst Alexander Jemiljanowitsch Hofman)
- 154. Schützendivision (Generalmajor Jakow Stepanowitsch Fokanow)

25. Mechanisiertes Korps (Generalmajor S. M. Kriwoschein)
- 50. Panzer-Division (Oberst B. S. Bacharow)
- 55. Panzer-Division (Oberst W. N. Badanow)
- 219. motorisierte Schützendivision (Generalmajor Iwan M. Skugarew)

Nachdem Generalleutnant W. F. Gerassimenko zum Kommandeur der benachbarten 13. Armee ernannt wurde, übernahm Generaloberst F. I. Kusnezow ab 10. Juli die Führung der 21. Armee. Einheiten des 63. Schützenkorps unter Generalmajor Petrowski überquerten an diesem Tag den Dnjepr und rückten 16 km vor, wobei die Städte Shlobin und Rogatschew wiedergewonnen wurden. Anschließend setzte die 21. Armee die Offensive in Richtung Bobruisk fort, konnte den Vorstoß auf 35 km Tiefe erweitern und führte dann Abwehrkämpfe an der Linie zwischen Bobruisk und Mosyr. Während dieser Zeit zogen sich alle anderen Armeen vor den deutschen Streitkräfte nach Osten zurück, wodurch die Flanken der 21. Armee schutzlos wurden. Auf Befehl des Oberkommandos musste der Rückzug nach Süden erfolgen, es gelang den Gegner die Fluchtwege abzuschneiden, wodurch die Streitkräfte der 21. Armee schwere Flügelkämpfe führen musste, um sich den Rückzug in Richtung auf Priluki – Pirjatin und später Achtyrka offen zu halten. Ende Juli 1941 wurde die 21. Armee, Teil der neugebildeten Zentralfront, deren Kommando Generaloberst F. I. Kusnezow übernahm, worauf Generalleutnant M. G. Jefremow die Führung der 21. Armee erhielt.

### Armeegliederung am 1. August 1941
- 67. Schützenkorps, Generalmajor Filipp Feodosjewitsch Schmatschenko (102., 151. und 155. Schützendivision)
- 63. Schützenkorps, Generalmajor L. G. Petrowski (61., 154. und 167. Schützendivision)
- 21. Schützenkorps, Generalmajor W. B. Borisow (42., 117. und 187. Schützendivision)
- 25. mechanisiertes Korps, Generalmajor Semjon Moissejewitsch Kriwoschein (50. und 55. Panzerdivision, 219. motorisierte Division)

Schon Ende Juli in die Defensive gedrängt, wurde die 21. Armee im Raum Gomel von 5 deutschen Infanteriedivisionen festgehalten, während drei weitere Divisionen begannen, den Dnjepr südlich von Shlobin zu überqueren. Angesichts der bedrohlichen Lage gab der Armeekommandant die Erlaubnis, die Truppen auf das Ostufer des Dnjepr zurückzuziehen. Das 63. Schützenkorps wurde bei der Verfolgung zweimal umzingelt, es gelang vielen Einheiten auszubrechen und den Gegner dabei erhebliche Verluste zuzufügen. Am 7. August wurde Generalmajor W. N. Gordow wurde zum stellvertretenden Kommandeur der 21. Armee ernannt.
Am 12. August begann die Schlacht um Gomel, das 63. Korps wurde zwischen Rogatschew und Schlobin umzingelt. Generalleutnant G. Petrowski fiel am 17. August beim Ausbruchs-Kampf. Am 25. August 1941 wurde die 21. Armee der Brjansker Front unterstellt, sie musste weiter nach Südosten zurückgehen und hatte dabei schwere Verluste an Personal und schwerem Material. Am 31. August wurde der Fluss Desna überquert, es war nicht möglich, die besetzte Verteidigungslinie am linken Ufer des Flusses zu halten, da bereits fünf deutsche Divisionen die Kolonnen überholt hatten. Auch der Abstand zur benachbarten 40. Armee vergrößerte sich auf 60 Kilometer. Am 5. September warf sich die deutsche Panzergruppe 2 in die Bresche mit dem Ziel, in den Rücken der Südwestfront zu gelangen.

### Im Kessel von Kiew
Bereits am 31. August 1941, vor dem offiziellen Beginn der Offensivoperationen spürte der linke Flügel der 21. Armee (jetzt aus dem 28. und 66. Schützenkorps gebildet) starken Druck durch vier Divisionen der deutschen 2. Armee, die von Nordwesten vorrückte. Gleichzeitig gerieten die Truppen des rechten Flügels (67. Schützenkorps) am 2. September in den Flankenangriff mehrerer motorisierter Divisionen des deutschen XXIV. A.K. (mot.) und mussten ebenfalls zurückweichen. In den Einsatzberichten des Hauptquartiers der Brjansk-Front war jedoch noch am 3. September für das 67. Schützenkorps eine Offensive vorgesehen, „um sich mit der 13. Armee im Norden zu verbinden“.
Am 5. September beschloss der Kommandeur der 21. Armee, der keine Verbindung zum Oberkommando der Brjansk-Front hatte und den Rückzug des linken Nachbarn (5. Armee) wahrnahm, die eigenen Truppen hinter die Desna zurückzunehmen. Die Einnahme der Eisenbahnbrücke bei Makoschino durch die SS-Division Das Reich destabilisierte die Lage der Armee vollständig. Mit dem verspäteten Befehl zum Abzug wurde am 6. September aus dem Rückzug eine Flucht. Dies führte sofort dazu, dass drei Panzerzüge am Nordufer des Flusses abgeschnitten wurden. Mehrere Einheiten des 67. Schützenkorps konnten nicht übersetzen und blieben am Nordufer der Desna abgeschnitten. Der allgemeine Rückzug drängte die 21. und 40. Armee in den Raum Neschin zurück und am 6. September erfolgte die Unterstellung der Truppen bei der Südwestfront. General Kusnezow konnte die Verbindung zur 40. Armee nicht wieder herstellen. Am 7. September kämpften sich die Truppen der 21. Armee auf Bachmatsch – Makoschino – Saltykowa zurück, dabei gab es schwere Verluste an Mensch und Material (in einigen Divisionen erreichen die Verluste bis zu 40 %). Die 21. Armee, die an der rechten Flanke bereits umgangen war und auch am linken Flügel durch die nach Tschernigow strebende deutsche 2. Armee bedrängt wurde, drohte eingekreist zu werden. Am 13. September fiel Neschin und Bachmatsch, die Verteidigungsfront der auf Priluki zurückgeworfenen 21. Armee wurde auf mobile Verteidigung umgestellt. In der Kesselschlacht von Kiew wurden neun Schützendivision (24., 42., 55., 75., 117., 187., 219., 232. und 277. Schützendivision) der 21. Armee eingeschlossen und gingen in deutsche Gefangenschaft. Bis zum 22. September kämpften die Überreste der 21. Armee um ihren Ausbruch und konzentrierten sich dann zur Reorganisation in der Region Achtyrka.

### Neuformierung
Die 21. Armee wurde neu aufgestellt, in Achtyrka wurde die 295. Schützendivision aus dem Personal, welches aus der Einkreisung entkommen waren, neu formiert. Dazu kamen die 1. Garde-Schützendivision (Generalmajor I. N. Russjanow), die 81. Schützendivision, die 1. Panzerbrigade (Oberst A. M. Nasina), die 129. Panzerbrigade sowie das 2. Kavalleriekorps (Generalmajor P. A. Below) mit der 5. und 9. Kavallerie-Division. Das allgemeine Kommando wurde von Generaloberst J. T. Tscherewitschenko übernommen, der am Ostufer der Psel zwischen Lebedyn und Senkow eine neue 80 km breite Front aufrichtete. Im Süden dieser Linie sicherte das 5. Kavalleriekorps von General F. W. Kamkow und rechts die 40. Armee. Die deutsche Offensive südlich und nördlich von Charkow verwickelte die unfertigen Formationen der 21. Armee bereits am 27. September am Psel und bei Schtepowka in heftige Kämpfe. Am 6. Oktober begann der Abzug der Truppen der 40. und 21. Armee an den rechten Flügel der Südwestfront auf die Linie Sudscha, Sumy, Kotelw über Belgorod zum nördlichen Vorfeld von Charkow. Das Hauptquartier der 21. Armee wurde in Graiworon etabliert. Am 10. Oktober besetzten die deutsche 75. und 168. Infanterie-Division Sumy, Teile der 79. und 44. Infanterie-Division besetzten Achtyrka. Die Truppen der 21. Armee kämpften um Bogoduchow, das am 12. Oktober geräumt wurde. Angesichts der kritischen Situation beschloss die Stawka am 15. Oktober die Armeen der Südwestfront ab dem 17. Oktober auf die Linie Kastornoje, Stary Oskol, Nowy Oskol, Waluiki, Kupjansk zurückzugehen. Der Rückzug bedeutete auch die Aufgabe von Belgorod (24. Oktober) und Charkow. In Richtung Belgorod verfolgend, eroberten die deutschen Truppen am 19. Oktober Graiworon und Borissowka sowie am 20. Oktober Krasnaja Jaruga und Rakitnoje.
Bis zum 22. Oktober konzentrierten sich die Verbände der 21. Armee auf die erste mittlere Verteidigungslinie zwischen Belgorod und Woltschansk, dann am Morgen des 25. Oktober wurde der Rückzug zum Fluss Oskol fortgesetzt. Die deutsche 6. Armee rückte auf allen Straßen in Richtung des Oskol und Sewerski Donez vor. Im Streifen der 21. Armee besetzten Einheiten der 168. und 79. Infanterie-Division des deutschen LI. Armeekorps, nachdem sie Belgorod erobert hatten, Brückenköpfe am Ostufer des Donez. Gemäß der Operationsanweisung vom 28. Oktober hatte die 21. Armee mit der 81., 297. und 226. Schützen-Division sowie die 10. Panzerbrigade die Linie von Teleschowka, Klinowez, Bolscheroroitskoje zu organisieren und zwischen Nowy Oskol – Woltschansk und Wolokonowka zu halten. Die 21. Armee griff am 9. November mit der 226. Schützendivision und links davon die 76. Gebirgs-Division der 38. Armee die Vorhut der deutschen 79. Infanterie-Division am Sewerski Don an.
Dann stieß die 226. und 81. Schützen-Division im Raum westlich von Schebekino und von Koroch vor. Bis Dezember 1941 sicherten die Divisionen der 21. Armee mit Ausnahme von Saschnoje, Dalnaja Igumenka, Belowskoje und Razumnoje entlang des Ostufers des Sewerski Donez bis nach Woltschansk. Die 297. Schützen-Division lag an der Dörferlinie Radkowka, Podjarugi und Kosak; die 81. Schützendivision sicherte entlang des Flusses Rasumnaja von Zajachiy nach Scheino und die 226. Schützen-Division stand an der Linie Mjasoedovo, Krutoj Log, Toplinka, Schebekino. Das Hauptquartier der 21. Armee befand sich in Nowy Oskol.

### 1942
Von Mitte Dezember 1941 bis Januar 1942 nahm die 21. Armee an der Offensive nach Kursk und Obojan teil. Im Winter und Frühjahr 1942 führten die Truppen Verteidigungskämpfe an der neu besetzten Linie, die 21. Armee bestand in dieser Zeit aus der 1. Garde-, 76., 124., 163., 226. und 297. Schützen-Division, der 1. motorisierten Brigade und 10. Panzerbrigade und die 8. motorisierte NKWD-Division.
- Am 1. Mai 1942 waren der 21. Armee die 76., 227., 293., 297. und 301. Schützen-Division, die 1. und 10. Panzerbrigaden sowie das 8. separate Panzerbataillon und 4 schwere Artillerie-Regimenter zugeordnet.

Generalmajor Alexei Iljitsch Danilow wurde am 5. Juni zum Befehlshaber der 21. Armee ernannt, welche die 76., 81., 124., 226., 227., 297. Schützendivision und 10. Panzerbrigade umfasste. Am 30. Juni 1942 startete die deutsche 6. Armee das Unternehmen Blau und durchbrach bei Woltschansk die Verteidigung der 21. Armee, Korotscha wurde am 1. Juli 1942 besetzt. Bis zum Ende des 2. Juli 1942 umzingelten deutsche Truppen einen Teil der Formationen der 40. und 21. Armee westlich von Stary Oskol im Streifen der Brjansk-Front bis zu einer Tiefe von 60 bis 80 km und im Streifen der Südwest-Front bis zu 80 km. Die 60., 6. und 63. Armee wurden aus der Stawka-Reserve nach Woronesch geschickt. Die Reste der geschlagenen 28. Armee wurden auf die 21. Armee übertragen. Zur gleichen Zeit konzentrierten sich im Gebiet von Jelez die neu formierte 5. Panzerarmee, verstärkt durch das 7. Panzerkorps zum Gegenangriff im Raum nördlich von Woronesch. Nach schweren Kämpfen im Raum Achtyrka zog sich die 21. Armee wieder nach Belgorod zurück. Im Zusammenhang mit der deutschen Don-Offensive wurde die 21. Armee mit zwei Schützen-Divisionen und durch das 13. Panzerkorps verstärkt. Am Morgen des 28. Juni griffen die deutschen Truppen gegen die Brjansker Front an und rückten in zwei Tagen 60-80 Kilometer vor, wobei die Naht zwischen 21. und 28. Armee aufgerissen wurde. Teile der dadurch zeitweilig abgeschnittenen 8., 124., 227. und 297. Schützen-Division brachen nach Osten zum Oskol-Fluss durch. Auf Befehl des Obersten Oberkommandos konzentrierte sich die 21. Armee, bestehend aus der 63., 76. und 124. Schützen-Division im Raum Frolowo und wurde Teil der Stalingrader Front.
Bald nahmen die Truppen der 38. Armee am Don die Verteidigung mit der 9. Garde-, 278., 300., 304. und 333. Schützen-Division auf. Im gleichen Zeitraum wurde die 23. Schützen-Division von der Kalinin-Front als Verstärkung zum Don-Abschnitt transferiert. Ende August verfügte die bei Serafimowitsch stehende 21. Armee über 6 Schützen-, einer Panzerdivision und andere Einheiten. Allmählich weitete sich der südliche Don-Brückenkopf bei Kletskaja von 2 auf 16 km Tiefe und 12 km Breite aus. Ende Juli 1942 begannen die Kämpfe um Stalingrad, den deutschen Truppen gelang es den Don bei Kalatsch zu überschreiten und die Wolga zu erreichen.
Am 14. Oktober 1942 übernahm der Generalmajor I. M. Tschistjakow, das Kommando über die 21. Armee, die noch immer den Brückenkopf am rechten Donufer hielt, was günstige Bedingungen für die Konzentration sowjetischer Truppen zum späteren Gegenangriff schuf.
Am 19. November um 8:50 Uhr gingen die Truppen der Südwestfront bei der Operation Uranus nach anderthalb Stunden Artillerievorbereitung aus dem Brückenkopf von Kletskaja in die Offensive über. Die 21. Armee rückte am linken Flügel mit der 76. Schützendivision als Stoßgruppe vor. Zu dieser Zeit bestand die 21. Armee aus 6 Divisionen (63., 76., 96., 277., 293. und 333. S.D.), dem 4. Panzer- und 3. Kavallerie-Korps. Gegenüber verteidigten das rumänische 4. und 5. Armeekorps, welche über keine ausreichende Panzerabwehr verfügte. Entsprechend der Ende Oktober 1942 festgelegten Dispositionen setzte der Befehlshaber der 21. Armee, Generalmajor Tschistjakow, den Hauptschlag auf seiner linke Flanke (15 km lang) mit 3 Schützendivisionen (63., 293. und 76.) in der ersten Staffel und 2 Schützendivisionen (333. und 277.) in der zweiten Staffel an. Die Aufgabe, den Durchbruch in der Hauptrichtung zu entwickeln. Auf der rechten Seite der Armee wurde von zwei verstärkten Regimenter der 96. Schützendivision ein ablenkender Angriff in Richtung Golowskij angesetzt. Um 10 Uhr durchbrach die 76. SD der Armee die feindliche Verteidigung und übernahm am Ende des Tages die Kontrolle über die Grenze bis zu einer Tiefe von 5 bis 6 km. Die 293. und 76. Schützen-Division konnten die gegnerische Linien auf 9 km Breite und einer Tiefe von 5 bis 7 km durchbrechen. Nach diesem Erfolg führte der Armeekommandant die in Reserve stehenden mobile Gruppe des 4. Panzerkorps (General Krawtschenko) und 3. Garde-Kavalleriekorps (Plijew) ein, um den Erfolg der ersten Staffel auszubauen.
Die 293. und die 76. Schützen-Division kesselten das rumänische 5. Armeekorps im Raum Baschowski, Belonemuhin, Raspopinskaja ein. Das Einführung der Einheiten der 96. und 333. Schützendivision schnitten den Rückzug des Feindes nach Süden ab und spalteten die rumänischen Truppen. Am Morgen des 23. November wurde die Stadt Kalatsch erreicht und am selben Tag durch Teile des 4. mechanisierten Korps der Ring um die deutsche 6. Armee geschlossen. Am 23. November wurde die 76. Schützendivision (Oberst N. T. Tawartkeladze) in die 51. Garde- und vier Tage später die 63. Schützendivision (Oberst N. D. Kosin) in 52. Garde-Division umbenannt.

### 1943
Ab 30. Dezember 1942 wurde die 21. Armee Teil der Don-Front und hielt mit der 51., 52., 96., 120., 173., 252., 277., 293. und 298. Schützendivision den sogenannten Marinowka-Sims gegen die eingekreiste deutsche 6. Armee. Im Abschnitt der 21. Armee waren fast 2000 Kanonen und Mörser und 71 Panzer konzentriert, pro Kilometer der Front 222 Kanonen und 8 Panzer. Am 10. Januar 1943 wurde der Hauptangriff vom rechten Flügel der benachbarten 65. Armee mit der 23. und 304. Schützen-Division geführt, der 21. Armee wurde dabei nur ein bescheidene Anteil zugewiesen. Am 10. Januar gelang es der 21. Armee nach heftigen Kämpfen den Marinowka-Sims zu beseitigen. Am 26. Januar stieß man südlich des Dorfes Krasny Oktjabr auf Soldaten der 13. Garde-Division der 62. Armee. Am 30. Januar befahl der Befehlshaber der 21. Armee die Einstellung des schweren Feuers, nur die Regimentsartillerie bis 45 mm waren ausgenommen. Das Kampfgebiet im Süden der Stadt, auf dem sich noch deutsche Truppen hielten war bereits so begrenzt, dass es nicht mehr möglich war, die schwere Artillerie einzusetzen. Am selben Tag trafen die Truppen der 21. und 64. Armee zusammen, am 31. Januar folgte die Kapitulation des Südteils und des Mittelteils des Kessels.
Der Einsatz in der Schlacht von Stalingrad brachte die 21. Armee in den Rang einer Gardearmee. Am 21. Januar 1943 wurde die 293. Schützen-Division in 66. Garde- am 7. Februar die 96. Schützendivision in 68. Garde- und die 120. Schützendivision in 69. Garde-Schützen-Division umbenannt. Am 1. März folgte die Umbenennung der 173. und 298. Schützen-Division in 77. bzw. 80. Garde-Schützen-Division. Am 7. Februar 1943 wurde das 4. Panzerkorps zum 5. Garde-Panzerkorps umbenannt. Die 23. Schützendivision, die nach der Schlacht von Stalingrad Teil der 21. Armee wurde, wurde in 71. Garde-Schützen-Division umbenannt.
Die 21. Armee trat in die Stawka-Reserve über, verließ Stalingrad und stellte sich ab 5. März im Raum südlich von Orjol die 51., 52., 67., 71. Garde- sowie 160. und 376. Schützendivision der neu formierten Zentralfront zur Verfügung. Im Zusammenhang mit der schlechten Lage im Raum Charkow wurde der 21. Armee befohlen, nach dem Übertritt zur Woronesch-Front unverzüglich nach Süden abzumarschieren. Am Morgen des 18. März, als die Armee im Anmarsch südlich von Obojan war, wurde bekannt, dass deutsche Truppen Belgorod erobert hatten und in die Lücke zwischen der 40. und 69. Armee nach Norden vorstieß. Nachdem sich die 21. Armee entwickelt hatte, stoppte sie zwischen dem 18. und 21. März den deutschen Vormarsch nordwestlich von Belgorod und ging an der Linie von Dmitrijewka – Trirechnoje – Beresow – Schopino in Verteidigung über.
Am 22. April 1943 wurde die 21. Armee für ihre Leistungen im Raum Stalingrad und Belgorod durch Erlass des Präsidiums des Obersten Sowjets der UdSSR in 6. Gardearmee umbenannt.

## Neuformierung
Eine dritte neue Formation der 21. Armee wurde am 12. Juli 1943 auf der Grundlage der 3. Reserve-Armee bei der Westfront gebildet; Armeekommandeur wurde General Nikolai Iwanowitsch Krylow, als Chef des Stabes fungierte Generalmajor Pawel G. Tichomirow. Als Teil der Westfront nahm sie im Sommer 1943 an der Smolensker Operation (7. August bis 2. Oktober 1943) und an der Schlacht um Orscha teil.
- 61. Schützenkorps, Generalmajor A. M. Iljin (51., 62. und 119. Schützen-Division)
- 63. Schützenkorps, Generalmajor P. K. Koschewoi (63., 70. und 76. Schützen-Division)
- 95. und 174. Schützen-Division

Ende Oktober 1943 wurden die Truppen der 33. Armee überlassen und das Armeekommando die Stawka-Reserve zurückgezogen, wo bald die Unterordnung anderer Truppen erfolgte.
Als Teil der Leningrader Front nahm die 21. Armee mit neuen Truppenverbänden im Juni 1944 an der Wyborg-Petrosawodsker Operation teil. Die 21. Armee griff am 10. Juni bei Valkeasaari an und erzielte beim finnischen 4. Korps (General Laatikainen) einen Durchbruch an der ersten Verteidigungslinie. Am 19. Juni wurde die dritte Verteidigungslinie erreicht und mit Hilfe von Landungstruppen (Teile der 59. Armee) am 20. Juni die wichtige Hafenstadt Wyborg eingenommen. Am 21. Juni ordnete die Stawka den weiteren Vormarsch der 21. Armee auf die nach dem Winterkrieg neu gezogene sowjetisch-finnische Grenze und auf den Saimaasee im finnischen Kernland an. Die Truppen konnten nur anfangs nur wenige Kilometer vorrücken und musste sich ab dem 15. Juli auf die vorherige Verteidigungspositionen zurückziehen.
Armeegliederung Ende Juni/Juli 1944
- 30. Garde-Schützenkorps, Generalleutnant Nikolai P. Simonjak (45., 63. und 64. Garde-Schützendivision)
- 97. Schützenkorps, Generalmajor M. M. Busarow (178., 358., 372. Schützendivision)
- 109. Schützenkorps, Generalmajor I. P. Alferow (72., 109., 286. Schützendivision)

Reserve:
- 108. Schützenkorps, Generalmajor M. F. Tichonow (46., 90., 314. Schützendivision)
- 110. Schützenkorps, Generalmajor A. S. Grjasnow (168., 265., 268. Schützendivision)

Ab dem 1. Oktober 1944 befand sich die Armee wieder in der Reserve des Oberkommandos, am 17. November wurde sie zur 3. Weißrussischen Front versetzt. Im Januar 1945 war die 21. Armee Teil der 1. Ukrainischen Front und nahm an der Sandomier-Schlesischen Operation teil.
Armeegliederung im Februar 1945
55. Schützenkorps, Generalleutnant J. W. Nowoselski
- 225. Schützen-Division, Oberst Pawel Muraschew
- 229. Schützen-Division, Oberst Alexander Pypyrjew
- 285. Schützen-Division, Oberst Nikolai Sucharjew

118. Schützenkorps, Generalmajor A. F. Naumow
- 128. Schützen-Division, Oberst Ephraim Dolgow
- 282. Schützen-Division, Oberst Nikolai Lysenko
- 291. Schützen-Division, Generalmajor Wassili Sajotschkowski

117. Schützenkorps, Generalmajor W. A. Trubatschew
- 72. Schützen-Division, Generalmajor Ilja Jastrjebow
- 120. Schützen-Division, Generalmajor Iwan Goworow
- 125. Schützen-Division, Oberst Wassili Sinowjew

Bei der am 15. März 1945 beginnenden Oberschlesischen Operation griff die Armee bei Grottkau an, das 117. Schützenkorps warf das deutsche VIII. Armeekorps bis 24. März zurück und besetzte die seit 16. März hart umkämpfte Stadt Neisse. Zu Kriegsende waren die Armeetruppen Anfang Mai 1945 noch an der Prager Operation beteiligt und rückten am Riesengebirge aus dem Raum Hirschberg über Gablonz in Richtung Pardubitz vor.

## Führung
Kommandanten
- Generalleutnant Wassili Filippowitsch Gerassimenko (6. Juni – 6. Juli 1941)
- Generaloberst Fjodor Issidorowitsch Kusnezow (6.–24. Juli 1941)
- Generalleutnant Michail Grigorjewitsch Jefremow (24. Juli – 7. August 1941)
- Generalmajor Wassili Nikolajewitsch Gordow (7.–24. August 1941)
- Generalleutnant Wassili Iwanowitsch Kusnezow (25. August – 26. September 1941)
- Generaloberst Jakow Timofejewitsch Tscherewitschenko (5.–15. Oktober 1941)
- Generalmajor Wassili Nikolajewitsch Gordow (15. Oktober 1941 – 5. Juni 1942)
- Generalmajor Alexei Iljitsch Danilow (5. Juni – 14. Oktober 1942)
- Generalleutnant Iwan Michailowitsch Tschistjakow (14. Oktober 1942 – 15. April 1943)
- Generalleutnant Nikolai Iwanowitsch Krylow (12. Juli 1943 – 24. Oktober 1943)
- Generalleutnant Jewgeni Petrowitsch Tschurawlow (24. Oktober 1943 – 25. Februar 1944)
- Generalleutnant Wassili Iwanowitsch Schwetzow (Februar – April 1944)
- Generaloberst Dmitri Nikolajewitsch Gussew (April 1944 – Mai 1945)

Stabschefs
- Generalmajor W. N. Gordow (Juni – September 1941)
- Generalmajor Alexei I. Danilow (September 1941 – Juni 1942)
- Oberst, Generalmajor W. A. Penkowski (Juni 1942 – April 1943)
- Generalmajor Pawel G. Tichomirow (Juli 1943 – Januar 1944)
- Oberst Trofim A. Gladkow (Januar – Februar 1944)
- Generalmajor Viktor I. Petuchow (Februar – Juni 1944)
- Generalleutnant Georgi K. Buchowetz (Juni 1944 bis Kriegsende)

Mitglieder des Militärrats
- Divisionskommissar S. J. Kolonin (Juni – September 1941)
- Brigadierkommissar Sinowij T. Serdjuk (September – Dezember 1941)
- Brigadierkommissar N. K. Popel (Dezember 1941 – April 1942)
- Brigadierkommissar I. I. Michalschuk (April – Juli 1942)
- Regimentskommissar Michail M. Stachurski (Juli – September 1942)
- Oberst/Generalmajor Pawel I. Krainew (September 1942 – Mai 1943)
- Oberst Grigori S. Pimenow (Juli – September 1943)
- Oberst Iwan M. Ponomarew (September – November 1943)
- Generalmajor Sergei K. Koschewnikow (November 1943 – Juni 1944)
- Generalleutnant Wassili P. Mschawanadze (Juni 1944 bis Kriegsende)